# José Street de Arriaga Brum da Silveira e Cunha
José Street de Arriaga Brum da Silveira e Cunha ComC (Carnide, 18 de Agosto de 1805 - Carnide, 19 de Março de 1885), 1.º Visconde de Carnide, foi um empresário, jornalista e político português.

## Biografia
Filho de Guilherme Street de Arriaga Brum da Silveira e Cunha, Coronel de Milícias e Governador das Ilhas do Faial e do Pico, e de sua mulher e sobrinha paterna Maria Bárbara Street de Arriaga e Mesquita.
Serviu como Cadete no Regimento de Cavalaria N.º 1, mas não seguiu a vida militar.
Era Fidalgo da Casa Real.
Tomou o grau de Bacharel em Filosofia na Faculdade de Ciências da Universidade de Coimbra.
Herdou em 1826 a grande fortuna de seus pais e viajou por diversos países europeus, estudando com especial interesse os assuntos de Agricultura. Regressou a Portugal em 1835, já depois da vitória da Causa Constitucional, e empreendeu negócios de vulto, entre os quais a fundação, com o 1.º Conde de Farrobo e 2.º Barão de Quintela e outros, da Companhia Prosperidade, que se propôs fazer obras de utilidade pública, como o Canal do Rio Tejo a Loures, etc. Sobrevindo em 1836 acontecimentos políticos que contrariaram os sucesso desta empresa, partiu para Londres, Grã-Bretanha e Irlanda, em 1837, e ali fundou uma importante firma comercial com um cunhado seu. A falência dessa firma em 1843, consequência inevitável doutras falências que então afligiram a Praça de Londres, fê-lo sofrer enormes prejuízos materiais. Embora nenhuma responsabilidade moral lhe coubesse naquele desastre financeiro, resolveu assumir sobre si as perdas dos credores dessa casa e, reduzindo seu viver faustoso durante vários anos à mais extrema modéstia, empregou todos os seus grandes rendimentos em fazer face a esse encargo, assumindo livremente por escrúpulo de consciência.
Foi, em 1845-1846, Membro da Comissão Administrativa do Município de Lisboa e Vereador do extinto Concelho de Belém. Presidente da Associação de Agricultura, foi o promotor de numerosos concursos, exposições e outros meios de desenvolver o gosto e o saber das coisas agrícolas. Foi auxiliar da "Revista Agronómica" e da "Revista Agrícola" e Fundador da "Gazeta dos Lavradores", órgão oficial da Real Associação Central de Agricultura Portuguesa. Publicou nesta última vários e valiosos artigos da especialidade que marcam pelo saber.
Foi Par do Reino electivo e Comendador da Real Ordem Militar de Nosso Senhor Jesus Cristo.
O título de 1.º Visconde de Carnide foi-lhe concedido, em duas vidas, por Decreto de D. Luís I de Portugal de 17 de Maio de 1871. Armas: escudo partido, a 1.ª Street e a 2.ª da Cunha; timbre: da Cunha; coroas de Visconde e de Conde.

## Casamento e descendência
Casou em Londres, em 1833, com Joana Carolina Shearman, filha de John Shearman e de sua mulher, com geração. Foi seu filho primogénito Guilherme Street de Arriaga Brum da Silveira e Cunha.